# Nick of Time (álbum)
Nick of Time -en español: «Justo a tiempo»- es el décimo álbum de estudio de la cantante estadounidense Bonnie Raitt, lanzado en marzo de 1989, por Capitol, siendo el primero de la artista con esta disquera. 
El álbum representó un éxito para la artista, ya que vendió 5 millones de copias, encabezó la Billboard 200 y le permitió ganar 4 premios Grammy en 1990, incluyendo álbum del año.
En el 2020 la revista Rolling Stone le dio el puesto 492 de sus 500 Mejores álbumes.